# العلاج الموسيقي للحبسة غير المصحوبة بالطلاقة
العلاج الموسيقي للحبسة غير المصحوبة بالطلاقة هو إحدى الوسائل المستخدمة في علاج المرضى الذين يعانون من فقدان القدرة على الكلام بعد سكتة دماغية أو حادث آخر. تعد الحبسة غير المصحوبة بالطلاقة، التي تُعرف أيضًا باسم الحبسة التعبيرية، أحد الاضطرابات العصبية التي تؤدي إلى خسارة المريض قدرته على التعبير اللغوي. تتطور هذه الحبسة عادة نتيجة سكتة دماغية أو آفات في باحة بروكا، التي تُعد المنطقة المسيطرة على اللغة والمسؤولة عن إنتاج الكلام في نصف الكرة المخية الأيسر. مع ذلك، يقتصر تأثير الآفات الناشئة في باحة بروكا على القدرة المتعلقة بالكلام، إذ يحتفظ هؤلاء المرضى بقدرتهم على الغناء. من خلال الاستناد إلى العديد من الدراسات التي أثبتت حدوث نشاط أكبر في مناطق نصف الكرة المخية الأيمن أثناء الغناء، اعتُبر العلاج بالموسيقى الذي يشمل العديد من العناصر اللحنية أحد العلاجات الواعدة للحبسة غير المصحوبة بالطلاقة، إذ قد يؤدي الغناء إلى تنشيط نصف الكرة المخية الأيمن وتحفيزه على التعويض عن نصف الكرة المخية الأيسر المصاب. بالإضافة إلى الغناء، شملت محاولات العلاج العديد من تقنيات العلاج بالموسيقى إذ أظهر بعضها فعالية واعدة. على الرغم من وجود العديد من التفسيرات المحتملة حول آلية عمل العلاج بالموسيقى، ما تزال الآلية الكامنة خلفه غير مفهومة تمامًا، إذ تشير الدراسات إلى نتائج متعارضة.

## الآليات
على الرغم من فقدان المرضى المصابين بالحبسة غير المصحوبة بالطلاقة لقدرتهم على الكلام، عادة ما يحتفظ هؤلاء المرضى بقدرتهم على الغناء. قد تعود هذه القدرة السليمة على الغناء إلى الدارات الدماغية المحفوظة لكلمات الأغاني، ما يشير إلى وجود مسارات عصبية مستقلة لكل من الكلام والغناء في دماغ الإنسان. نظرًا إلى تطور الحبسة غير المصحوبة بالطلاقة نتيجة آفات نصف الكرة المخية الأيسر، اعتبر الباحثون نصف الكرة المخية الأيمن السليم السبب الكامن خلف احتفاظ المرضى بقدرتهم على الغناء (جيفريس وآخرون، 2003). يظهر المرضى أيضًا عند خضوعهم لتصوير الدماغ نشاطًا متزايدًا في نصف الكرة المخية الأيمن أثناء الغناء مقارنة بالكلام. نتيجة لذلك، يمكن اعتبار استبدال نصف الكرة المخية الأيمن بنصف الكرة المخية الأيسر التالف إحدى الآليات المحتملة الكامنة خلف العلاج الموسيقي للحبسة غير المصحوبة بالطلاقة.
فيما يتعلق بتدريب نصف الدماغ الأيمن، يناقش الباحثون باستمرار استخدام تقنيات العلاج الموسيقي التي تشمل عددًا من المكونات اللحنية، مثل الغناء والنغم الصوتي. قد يسمح غناء العبارات أو تنغيمها للمرضى باستخدام المسارات العصبية لنصف الكرة المخية الأيمن، نظرًا إلى حدوث إدراك اختلافات الحدة اللغوية في نصف الكرة المخية الأيمن. مع اختبار العديد من المرضى تحسينات ملحوظة في إنتاج الكلام بعد تلقي الغناء العلاجي أو ممارسة التنغيم الصوتي، اقترح الباحثون أن هذه التقنيات من شأنها تنشيط مناطق نصف الكرة المخية الأيمن التي قد تكون مسؤولة عن المعالجة اللغوية.
على الرغم من إشارة كثير من الدراسات إلى قدرة الغناء في العلاج الموسيقي على تحسين إنتاج الكلام لدى مرضى الحبسة غير المصحوبة بالطلاقة، اعتبر ستال وآخرون في دراسة لهم الإيقاع، عوضًا عن الغناء، بمثابة العنصر الجوهري الذي يفيد مرضى حبسة في العلاج الموسيقي. بالنتيجة، تُعتبر الآلية خلف التأثير المفيد للموسيقى على المرضى المصابين بالحبسة غير المصحوبة بالطلاقة كامنة في المكونات الإيقاعية. تشمل إحدى الأمثلة النقر باليد اليسرى المستخدم في العلاج بالتنغيم اللحني (إم آي تي). نظرًا إلى دور هذه التقنية الإضافي في تحفيز نصف الكرة المخية الأيمن، يرى شلاوغ وآخرون أن النقر باليد اليسرى من شأنه تحسين الإنتاج اللفظي بشكل غير مباشر. يشير هذا إلى احتمال امتلاك حركات اليد والنطق شبكة عصبية مشتركة في نصف الكرة المخية الأيمن نظرًا إلى العلاقة الوثيقة لحركات اليد مع نطق المرء في حياته اليومية. لذلك، من المرجح أن النقر باليد اليسرى قادر على تحسين نطق الأفراد المصابين بالحبسة من خلال إدخال الشبكة العصبية المسؤولة عن تناسق كل من حركات اليد وحركات النطق في نصف الكرة المخية الأيمن لدى المريض.